# 弗莱明·达旺厄
弗莱明·达旺厄（挪威語：Flemming Davanger，1963年4月1日—），挪威男子冰壶运动员。他曾代表挪威获得2002年冬季奥运会冰壶比赛男子团体金牌。他也参加了2006年冬季奥运会。